# Джон Адольфі
Джон Густав Адольфі (англ. John Gustav Adolfi; 19 лютого 1888 — 11 травня 1933) — американський режисер німого кіно, актор і сценарист, який протягом своєї кар'єри брав участь у понад 100 постановках. Рання акторська робота була в нещодавно відреставрованому фільмі 1912 року Робін Гуд.

## Біографія
Народився в Нью-Йорку в родині Густава Адольфі та Дженні Рейнхардт. Адольфі почав зніматися як актор у фільмі «Шпигун: романтична історія громадянської війни» в 1907 році, але після появи в тридцяти або близько того фільмах він поміняв напрямок діяльності та зосередився на режисурі до своєї смерті в 1933 році внаслідок крововиливу в мозок у Британській Колумбії, Канада під час полювання на ведмедів.

## Фільмографія
- 1918 — Серце дівчини
- 1920 — Чудо-Людина
- 1929 — Вистава вистав
- 1932 — Людина, яка грала бога